# Pohár FAČR (calcio a 5)
La Pohár FAČR è la coppa nazionale di calcio a 5 della Repubblica Ceca, assegnata dalla federazione calcistica ceca. È il secondo torneo calcettistico della Repubblica Ceca per importanza dopo la massima serie del campionato nazionale.

## Albo d'oro
| Anno | Vincitore           | Risultato     | Finalista           |
| ---- | ------------------- | ------------- | ------------------- |
| 1995 | Defect Praha        | 4-3           | IFT Ostrava         |
| 1996 | Jistebník           | 5-3           | Nejzbach            |
| 1997 | Mikeska Ostrava     | 5-4           | Defect Praha        |
| 1998 | Viktoria Žižkov     | 4-3           | IFT Ostrava         |
| 1999 | Bakov               | 5-4 (dts)     | Mikeska Ostrava     |
| 2000 | Jistebník           | 6-2           | PDZ Ostrava         |
| 2001 | Jistebník           | 6-3; 5-2      | Alfa Liberec        |
| 2002 | Alfa Liberec        | 3-3; 4-2      | Megas Frenštát      |
| 2003 | Viktoria Žižkov     | 2-2; 5-3      | Megas Frenštát      |
| 2004 | Viktoria Žižkov     | 4-5; 9-5      | Delta Real Šumperk  |
| 2005 | Chrudim             | 3-1           | Viktoria Žižkov     |
| 2006 | Nejzbach            | 6-1           | Olympik Mělník      |
| 2007 | Eco Investment      | 6-3           | Nejzbach            |
| 2008 | Chrudim             | 9-4           | Alfa Liberec        |
| 2009 | Chrudim             | 6-2           | Benago              |
| 2010 | Chrudim             | 7-3           | Balticflora Teplice |
| 2011 | Chrudim             | 8-2           | Bohemians 1905      |
| 2012 | Chrudim             | 6-1           | Bohemians 1905      |
| 2013 | Chrudim             | 6-1           | Benago              |
| 2014 | Balticflora Teplice | 1-1 (4-2 dcr) | Chrudim             |
| 2015 | Chrudim             | 7-1           | Plzeň               |
| 2016 | Chrudim             | 7-1           | Benago              |

| Titoli | Squadra             | Anni                                                                   |
| ------ | ------------------- | ---------------------------------------------------------------------- |
| 12     | Chrudim             | 2005, 2008, 2009, 2010, 2011, 2012, 2013, 2015, 2016, 2017, 2018, 2021 |
| 5      | Eco Investment      | 1995, 1998, 2003, 2004, 2007                                           |
| 3      | Jistebník           | 1996, 2000, 2001                                                       |
| 1      | Mikeska Ostrava     | 1997                                                                   |
| 1      | Bakov               | 1999                                                                   |
| 1      | Alfa Liberec        | 2002                                                                   |
| 1      | Nejzbach            | 2006                                                                   |
| 1      | Balticflora Teplice | 2014                                                                   |
| 1      | Sparta Praga        | 2019                                                                   |